# Cistus ladanifer subsp. ladanifer
Cistus ladanifer subsp. ladanifer é uma subespécie nanofanerófita de planta com flor pertencente à família Cistaceae. Ocorre em zonas de matos e matagais. Floresce de Maio a Junho ou de Março a Junho.
A autoridade científica da subespécie é L., tendo sido publicada em Species Plantarum 523 (1753).
Os seus nomes comuns são esteva, estêva, ládano, lábdano, roselha ou xara.

## Distribuição
Em termos globais ocorre na Europa (Península Ibérica, no Sul da França e na região da Macaronésia) e na África (especificamente na parte noroeste).
Em termos da Península Ibérica é mais abundante na parte oeste e menos abundante no norte e leste.

## Descrição
A inflorescência é uma cimeira unípara em formato de hélice. O fruto é uma cápsula. É uma planta hermafrodita cuja polinização se dá através de insectos. As sementes são dispersas por plumagem ou pelagem de animais.
Diferencia-se de Cistus ladanifer subsp. africanus devido à ausência de pecíolo nas folhas. É uma planta arbustiva, que apresenta viscosidade, apresentando as folhas sésseis de formato linear-lanceoladas até simplesmente lanceoladas. A cápsula pode apresentar até 12 lóculos. O número cromossómico é 2n = 18.
Existem duas formas desta subespécie, uma com mancha de cor púrpura na pétala e outra sem essa mancha. Apesar de ocorrerem estas duas formas, elas ocorrem misturadas nas populações. A forma albiflorus (Dunal) Dans. é associada ao tipo lineano e a forma maculatus (Dunal) Samp. é utilizada em cultivo, tendo sido já naturalizada em locais afastados dos locais onde ocorre de maneira natural.

## Habitat
Ocorre em locais onde o clima se caracteriza por verões secos e com calor, até aos 1500 m de altitude. Ocorre em solos siliciosos ou xistosos e graníticos.

## Portugal
Trata-se de uma subespécie presente no território português, nomeadamente em Portugal Continental e no Arquipélago da Madeira. Em termos de naturalidade é nativa de Portugal Continental e introduzida no Arquipélago da Madeira. Não se encontra protegida por legislação portuguesa ou da Comunidade Europeia.
Na Flora iberica é referido que falta na parte norte de Portugal Continental. Ocorre nas províncias do Alto Alentejo, Algarve, Beira Alta, Baixo Alentejo, Beira Baixa, Beira Litoral, Estremadura, Ribatejo e Trás-os-Montes.

## Sinónimos
Segundo a Flora Digital de Portugal, tem os seguintes sinónimos:
- Cistus ladanifer var. maculatus Dunal
- Cistus ladaniferus L.
- Cistus ladaniferus var. albiflorus Dunal
- Cistus ladaniferus f. maculatus Dunal

Ainda, segundo a Flora Iberica, os seguinte sinónimos heterotípicos:
- Cistus ladanifer f. albiflorus (Dunal) Dans.
- Cistus ladanifer f. angustifolius Daveau
- Cistus ladanifer f. concolor Sennen & Pau
- Cistus ladanifer f. discolor Sennen & Pau
- Cistus ladanifer f. maculatus (Dunal) Samp.
- Cistus ladanifer raça angustifolius (Daveau) Sennen & Cadevall
- Cistus ladanifer subsp. angustifolius (Daveau) Sennen & Pau
- Cistus ladanifer subsp. mauritii Pau & Sennen in Sennen
- Cistus ladanifer var. albiflorus Dunal
- Cistus ladanifer var. angustifolius (Daveau) Sennen & Pau
- Cistus ladanifer var. maculatus Dunal
- Cistus ladanifer var. minorifolius Sennen
- Cistus mariae Sennen